# Miguel Asprilla
Miguel Antonio Asprilla Mosquera (San Sebastián de Buenavista, Colombia, 21 de septiembre de 1969) es un exfutbolista colombiano. Jugaba en la posición de delantero y su último equipo fue el Club Alianza Lima de Perú.
De toda una familia de futbolistas, sus hermanos Luis, Jimmy, Carlos Fernando y su primo el «Tino» Asprilla también se dedicaron a esta profesión.

## Trayectoria
Inició su carrera en 1989 con el Deportivo Cali. Pasó a jugar con Deportes Quindío en 1992 y en 1993 jugó con el Once Caldas para en 1994 regresar a Cali. Jugó en el Santos Laguna de 1994 a 1997 y en Alianza Lima de 1997 a 1998.

## Selección nacional
Asprilla jugó ocho partidos oficiales con Colombia en 1994. Su única anotación la hizo el domingo 20 de febrero en el partido amistoso contra Bolivia (2-0), cuando abrió el marcador en el minuto 29.

## Clubes
| Club                       | País     | Año       |
| -------------------------- | -------- | --------- |
| Deportivo Cali             | Colombia | 1989-1992 |
| Deportes Quindío           | Colombia | 1992      |
| Once Caldas                | Colombia | 1993      |
| Deportivo Cali             | Colombia | 1994      |
| Santos Laguna              | México   | 1994-1997 |
| Alianza Lima               | Perú     | 1997-1998 |
| Atlético Nacional          | Colombia | 1999      |
| Real Sociedad de Zacatecas | México   | 1999-2000 |

## Palmarés

### Campeonatos nacionales
| Título                     | Club               | País   | Año  |
| -------------------------- | ------------------ | ------ | ---- |
| Primera división de México | Club Santos Laguna | México | 1996 |